# هانييل لانجارو
هانييل لانجارو، (بالإنجليزية: Haniel Langaro)‏، مواليد 7 مارس 1995 في البرازيل، هو لاعب كرة يد برازيلي يلعب كظهير أيسر. يلعب حاليا مع نادي دونكيرك لكرة اليد ويحمل الرقم 23. مثل منتخب البرازيل لكرة اليد. شارك في دورة الألعاب الأولمبية الصيفية سنة 2016.

## روابط خارجية
- هانييل لانجارو على موقع الاتحاد الدولي لكرة اليد (الإنجليزية)
- هانييل لانجارو على موقع الاتحاد الأوروبي لكرة اليد (الإنجليزية)
- هانييل لانجارو على موقع الاتحاد الفرنسي لكرة اليد (الفرنسية)
- هانييل لانجارو على موقع اللجنة الأولمبية الدولية (الإنجليزية)
- هانييل لانجارو على موقع أوليمبيديا (الإنجليزية)
- هانييل لانجارو على موقع اللجنة الأولمبية البرازيلية (البرتغالية)